# Crazy Frog
Crazy Frog (en català: Granota Boja) és un personatge animat utilitzat en el màrqueting d'un to de trucada de mòbil basat en The Annoying Thing, una animació informàtica creada pel suec Erik Wernquist.
Promocionat per l'empresa de tons anomenat Jamba!, l'animació va ser originalment creada per acompanyar un efecte de so produït per Daniel Malmedahl mentre intentava imitar el so d'un motor d'una motocicleta.
Crazy Frog va aparèixer en un senzill que es va convertir en èxit mundial amb un remix de Axel F, que arribava al número u en el Regne Unit, Austràlia, Nova Zelanda i la majoria d'Europa. El següent àlbum Crazy Frog Presents Crazy Hits i segon single Popcorn també van aconseguir èxit en les llistes mundials, i la publicació d'un segon àlbum titulat Crazy Frog Presents More Crazy Hits va ser anunciat en 2006. Crazy Frog també ha produït una gamma de productes, joguines i un videojoc, els quals van ser molt populars en el Nadal del 2005.

## Descripció
La Crazy Frog és un amfibi antropomòrfic amb una certa semblança a un gripau. El personatge porta només un casc de moto blanc amb la corretja descordada, una jaqueta de pell i unes ulleres. Els seus dits del peu estan units i l'iris del seu ull esquerre és molt més gran que el de l'ull dret. Li falta una dent a la part superior dreta.

## Història
El 1997, un suec de disset anys anomenat Daniel Malmedahl va gravar la seva veu imitant el so produït per un motor. Ho va publicar a internet i va atreure l'atenció d'un investigador de televisió suec, que va convèncer Daniel perquè realitzés la seva actuació en directe a la televisió. Després del debut televisiu, gravacions de la seva actuació van començar a aparèixer a la xarxa amb el nom 2TAKTARE.MP3 (Tvåtaktare
en suec "motor a dos temps").
L'efecte de so va ser ràpidament inclòs en altres animacions Flash que es va difondre entre els usuaris d'Internet convertint-se en un fenomen d'Internet. L'exemple més notable va anar a Insanity Test Arxivat 2007-09-29 a Wayback Machine., que necessitava que els participants del test es mantinguessin sense riure mentre miraven fixament a una fotografia de Rubens Barrichello en un Ferrari de Fórmula 1 mentre l'efecte de so era reproduït.
A finals del 2000, un company de Malmedahl, Erik Wernquist va trobar l'efecte de so i es va inspirar per crear l'animació 3D The Annoying Thing per acompanyar-lo i la va exposar al seu lloc web. L'animació va ser una popular atracció, però el so va ser reconegut com a anònim. Finalment, la paraula li va arribar a Daniel que les seves gravacions havien estat utilitzades en una animació molt coneguda. Ell va contactar amb Erik, aparentment donant una interpretació improvisada per confirmar les seves afirmacions. Erik es va convèncer, i li va donar el reconeixement degut a Daniel per la seva creació. Va ser emès per primera vegada a dos anuncis belgues per Jamba! i Jamster België a mitjans del 2001.